# Жарков, Сергей Анатольевич
Серге́й Анато́льевич Жарко́в (род. 11 августа 1979, Москва, СССР) — российский актёр театра и кино. Известен по ролям в сериалах «Солдаты» , «Чума» (2015) и «Первый отдел» (2020).

## Биография
Родился 11 августа 1979 года в Москве. В 2001 году окончил Международный Славянский институт им. Г.Р. Державина. Был принят в труппу театра «На Покровке» п/р С.Н. Арцибашева, но в 2004 году уволился. Вскоре начал сотрудничать с театральным агентством Ирины Апексимовой, благодаря чему стал появляться на сцене театра и играть в кино. Дебютировал в кино в 2001 году, исполнив эпизодическую роль в сериале «Сыщик с плохим характером».

## Известность
Наибольшую известность получил, исполнив главные роли в сериалах «Солдаты» , «Чума» (2015) и «Первый отдел» (2020) канала НТВ. Всего на счету актёра более ста ролей в кино и сериалах. Наиболее известные из них: «Чума» (2015), «Реализация» (2018), «Дельфин» (2019), «Союз спасения» (2019), «Ржев» (2019), «Игра на выживание» (2020), «Первый отдел» (2020), «ГДР» (2023) и «Таганрог» (2025).

## Личная жизнь
Известно, что некоторое время актёр встречался с Марией Агранович, дочерью известного оператора Михаила Аграновича, позже они расстались. В настоящее время женат на модели Элли Бикеевой, в браке родилось двое детей — сын Иван и дочь Милалика.

## Спектакли
Мастерская «12» Никиты Михалкова:
- «Чайка»
- «Ты самая лучшая»

Забайкальский краевой драматический театр:
- «Последняя попытка»
- «Не хочу быть собакой»

## Фильмография
- 2001 — «Сыщик с плохим характером» — байкер;
- 2001 — «Трое против всех» — оперативник;
- 2003 — «Адвокат-1» — Леха Ляпин;
- 2003 — «Даша Васильева. Любительница частного сыска-1» — Аркадий;
- 2003 — «Огнеборцы» — Альтерантив;
- 2004 — «Мы умрем вместе» — Дима;
- 2004 — «Одинокое небо» — Буля;
- 2004 — «По ту сторону волков-2» — Громов;
- 2005 — «Гибель империи» — матрос-анархист;
- 2005 — «Девять неизвестных» — Денис Морозкин;
- 2005 — «Примадонна» — Попов;
- 2006 — «Под ливнем пуль» — Глущенков;
- 2006 — «Формула зеро» — Дима;
- 2007 — «Валерий Харламов. Дополнительное время» — Владимир Петров;
- 2007 — «Завещание Ленина» — попутчик в поезде;
- 2007 — «Застава» — лейтенант Жердев;
- 2007 — «Лера» — Денис Павлович Тимофеев;
- 2007 — «Спецгруппа» — Михаил Борисович Седов;
- 2008 — «Братья Карамазовы» — Прохор;
- 2008 — «Десантный Батя» — Василий Филиппович Меркулов в молодости;
- 2008 — «Ермолов» — Сергей Ермолов в молодости;
- 2008 — «Жизнь, которой не было» — Володя;
- 2008 — «Знахарь» — отпускник в молодости;
- 2008 — «И всё-таки я люблю...» — следователь;
- 2008 — «Мент в законе-1»;
- 2008 — «Трудно быть мачо» — Толик Бушуев;
- 2009 — «Катя»;
- 2009 — «Петля» — Гена Пастухов;
- 2009 — «Солдаты-16. Дембель неизбежен» — Юрик;
- 2009 — «Шёпот оранжевых облаков» — Антон Соглиев;
- 2010 — «Вы заказывали убийство» — Чиж;
- 2010 — «Гражданка начальница» — Пётр Гнездилов;
- 2010 — «Доктор Тырса» — Павел Краснохолмский;
- 2010 — «Жить» — Иван;
- 2010 — «Мы объявляем вам войну» — Николай Аркадьевич Чумак;
- 2010 — «Основная версия» — Витёк;
- 2010 — «Тульский-Токарев» — Лёха Суворов;
- 2010 — «Чужая» — охранник Рашпиля;
- 2011 — «Братья» — Никита Старостин;
- 2011 — «Пилот международных авиалиний» — Александр Кораблёв;
- 2011 — «Сёмин. Возмездие» — Егор Леденёв;
- 2011 — «Судьба по имени Фарманъ» — Павел Кормильцев;
- 2012 — «Братаны-3» — Максим Стожаров;
- 2012 — «Только о любви» — Виктор;
- 2013 — «Думай как женщина» — Валера;
- 2013 — «Некрасивая любовь» — Вадик;
- 2013 — «Околофутбола» — опер;
- 2013 — «Под прицелом» — Сергей Волков;
- 2013 — «Простая жизнь» — Виктор;
- 2013 — «Розыск» — продавец секонд-хэнда;
- 2013 — «Учитель в законе. Возвращение» — Степан Лебедько;
- 2013 — «Цель вижу» — Никита;
- 2014 — «Господа-товарищи» — Леонид Мотылёв;
- 2014 — «Между двух огней» — Андрей Борщёв;
- 2014 — «Надежда» — Николай Максимов;
- 2014 — «Отец Матвей» — Степан Рябов;
- 2014 — «Тайный город» — Франц де Гир;
- 2014 — «Тайный город-2» — Франц де Гир';
- 2014 — «Тайный город-3» — Франц де Гир';
- 2014 — «Человек без прошлого» — Олег;
- 2015 — «Коготь из Мавритании» — Костя Першин;
- 2015 — «Орлова и Александров»;
- 2015 — «Саша добрый, Саша злой» — Костик;
- 2015 — «Цветок Папоротника» — Пётр Михалёв;
- 2015 — «Чума» — Алексей Чумов;
- 2016 — «Капитан полиции метро» — Кирилл Андрющенко;
- 2016 — «Коготь из Мавритании-2» — Костя Першин;
- 2017 — «Дальнобойщик» — Фёдор;
- 2017 — «Отчий берег» — Моня;
- 2017 — «Специалист» — Дмитрий;
- 2018 — «Взрыв» — Валера;
- 2018 — «Этим пыльным летом» — Влад Тимаков;
- 2018 — «Пуля Дурова» — Александр Дуров;
- 2018 — «Реализация» — Максим Шумилин;
- 2019 — «Анна (Anna)» — капитан КГБ;
- 2019-2022 — «Дельфин» — Андрей Кораблёв;
- 2019 — «Ржев» — ротный;
- 2019 — «Скрытые мотивы» — Василий;
- 2019 — «Слишком много любовников» — Павел Синичкин;
- 2019 — «Случайный кадр» — Олег Кулаков;
- 2019 — «Союз спасения» — Бойченко;
- 2019 — «Спасти Ленинград» — Гена Банин;
- 2020 — «Входите, закрыто» — Андрей;
- 2020 — «Давай найдём друг друга» — Олег Чернов;
- 2020 — «Игра на выживание» — Угрюмов;
- 2020 — «Пассажиры» — Дима;
- 2020 — «Первый отдел» — Михаил Шибанов;
- 2020 — «Реализация-2» — Максим Шумилин;
- 2021 — «Мосгаз. Дело №8: Западня» — Боков;
- 2021 — «Небо» — Чусов;
- 2021 — «С неба и в бой» — Василий Меркулов в молодости;
- 2021 — «Топор. 1943» — Константинов;
- 2022 — «Без правил» — Алексей Семёнов;
- 2022 — «Игра на выживание-2» — Угрюмов;
- 2022 — «Лихач-2» — Андрей Кораблёв;
- 2022 — «Многоэтажка» — муж Галины;
- 2022 — «Первый отдел-2» — Михаил Шибанов;
- 2022 — «Союз Спасения. Время гнева» — Бойченко;
- 2023 — «Аутсайдер» — Ян Озерский;
- 2023 — «ГДР» — Константинов;
- 2023 — «Лихач-3» — Андрей Кораблёв;
- 2023 — «Первый отдел-3» — Михаил Шибанов;
- 2023 — «Пилигрим» — Александр Семёнов;
- 2023 — «Игра на выживание-3» — Угрюмов;
- 2023-2024 — «Дельфин-2» — Андрей Кораблёв;
- 2024 — «Любовь Советского Союза» — Грачёв;
- 2024 — «Любовь Советского Союза (сериал)» — Грачёв;
- 2024 — «Маме снова 17» — военком;
- 2024 — «Первый отдел-4» — Михаил Шибанов;
- 2025 — «Группа Крови» — Ливанов;
- 2025 — «На сопках Маньчжурии» — Журавлёв;
- 2025 — «Таганрог» — Батя;
- 2025 — «Первый отдел-5» — Михаил Шибанов;
- 2025 — «Порода».

## Интересные факты
- Во время исполнения своих ролей актер практически всегда исполняет трюки самостоятельно. Кроме того, Сергей Жарков хорошо поет, в 2019 году в сериале «Специалист» прозвучал саундтрек в его исполнении.
- В 2015 году на съемках сериала «Чума» Сергей Жарков и Александр Устюгов устроили потасовку. Актёры признались, что это была всего лишь шутка для режиссера[5].